# 도리 분기점
도리 분기점(道理分岐點, Dori Junction, 도리JC)은 경기도 시흥시 금이동과 논곡동에 걸쳐 설치된 수도권제1순환고속도로와 제3경인고속화도로가 만나는 분기점이다.
본래 1992년 서울외곽순환고속도로 계획 당시에 도리 나들목으로 건설될 계획이 있었으나 1998년에 폐기되었다.

## 연혁
- 1992년 8월 20일 : 나들목 신설을 위해 반월도시계획시설 교통광장에 시흥시 금이동, 논곡동, 무지동 일대를 도리 나들목으로 고시[1]
- 1998년 4월 11일 : 도리 나들목 건설 계획 폐지로 반월도시계획시설 교통광장에 도리 나들목 삭제[2]
- 2010년 5월 3일 : 제3경인고속화도로 개통과 함께 영업 개시

## 구조물 정보
- 위치: 경기도 시흥시 금이동, 논곡동

## 접속하는 노선

### 고양・성남방면
- 수도권제1순환고속도로 (28-1번)[3]

### 인천・시흥방면
- 제3경인고속화도로 (4번)[4]